# Lithothamnion peruviense
Lithothamnion peruviense Heydrich, 1901  é o nome botânico  de uma espécie de algas vermelhas  pluricelulares do gênero Lithothamnion, subfamília Melobesioideae.
- São algas marinhas encontradas no Peru e Chile.

## Sinonímia
- Não apresenta sinônimos.